# Green Sea
Green Sea es un lugar designado por el censo ubicado en el condado de Horry en el estado estadounidense de Carolina del Sur. En el Censo de 2020 tenía una población de 105 habitantes y una densidad poblacional de 22,98 habitantes por km². Fue incluido como CDP en el censo de 2020.

## Geografía
Green Sea se encuentra ubicado en las coordenadas 34°7′35″N 78°58′32″O / 34.12639, -78.97556. Según la Oficina del Censo de los Estados Unidos,  tiene una superficie total de 4,57 km², todos correspondientes a tierra firme.